# Eskadra Pułku Lotnictwa Zwiadowczego

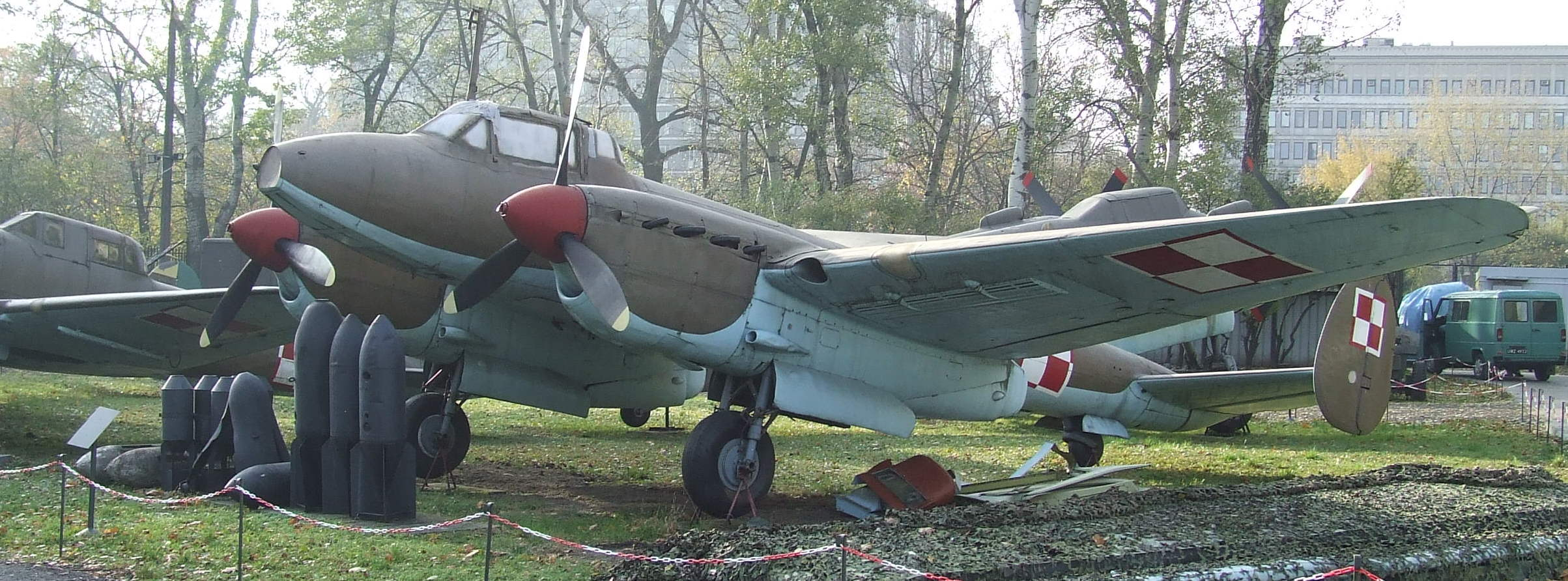
Pe-2

Eskadra Pułku Lotnictwa Zwiadowczego (eplz) – pododdział Wojsk Lotniczych.

## Formowanie i zmiany organizacyjne
W 1950 roku, na bazie komponentu wydzielonego z 7 pułku lotnictwa bombowego w Poznaniu, sformowano eskadrę pułku lotnictwa zwiadowczego. Etat nr 6/105 przewidywał 127 żołnierzy i 1 pracownika kontraktowego.
W 1951 rozformowano eskadrę, a na jej bazie dowódca Wojsk Lotniczych sformował 21 pułk lotnictwa zwiadowczego.

## Dowódcy eskadry
- kpt. pil. Andriej Dubowoj